# Шрив (Огайо)
Шрив (англ. Shreve) — селище (англ. village) в США, в окрузі Вейн штату Огайо. Населення — 1497 осіб (2020).

## Географія
Шрив розташований за координатами 40°40′53″ пн. ш. 82°1′18″ зх. д. / 40.68139° пн. ш. 82.02167° зх. д. (40.681436, -82.021761).  За даними Бюро перепису населення США в 2010 році селище мало площу 2,20 км², уся площа — суходіл.

## Демографія
Згідно з переписом 2010 року, у селищі мешкало 1514 осіб у 608 домогосподарствах у складі 407 родин. Густота населення становила 688 осіб/км².  Було 688 помешкань (313/км²).
Расовий склад населення:
| - 97,7 % — білих - 0,3 % — азіатів - 0,2 % — чорних або афроамериканців - 0,1 % — вихідців з тихоокеанських островів - 0,1 % — корінних американців |

До двох чи більше рас належало 0,9 %. Частка іспаномовних становила 1,1 % від усіх жителів.
За віковим діапазоном населення розподілялося таким чином: 27,9 % — особи молодші 18 років, 59,5 % — особи у віці 18—64 років, 12,6 % — особи у віці 65 років та старші. Медіана віку мешканця становила 35,5 року. На 100 осіб жіночої статі у селищі припадало 92,6 чоловіків;  на 100 жінок у віці від 18 років та старших — 89,6 чоловіків також старших 18 років.
Середній дохід на одне домашнє господарство  становив 45 834 долари США (медіана — 38 516), а середній дохід на одну сім'ю — 54 854 долари (медіана — 54 531). Медіана доходів становила 36 935 доларів для чоловіків та 26 000 доларів для жінок. За межею бідності перебувало 15,5 % осіб, у тому числі 9,9 % дітей у віці до 18 років та 14,8 % осіб у віці 65 років та старших.
Цивільне працевлаштоване населення становило 666 осіб. Основні галузі зайнятості: виробництво — 27,8 %, освіта, охорона здоров'я та соціальна допомога — 24,6 %, науковці, спеціалісти, менеджери — 8,7 %, транспорт — 7,4 %.